# Bragantina (distrito)
Bragantina é um distrito do município brasileiro de Assis Chateaubriand, no estado do Paraná.